# Камалов, Азат Ахмадуллович
Азат Ахмадуллович Камалов (баш. Азат Әхмәҙулла улы Камалов; 1 декабря 1937, с. Ямансаз (ныне Зилаирского района Башкортостана — 23 апреля 2007, Уфа) — советский и российский филолог, доктор филологических наук, специалист в области башкирского языковедения. Видный башкирский топонимист.

## Биография
В 1964 году окончил Башкирский государственный университет. С 1967 года работал в Башкирском научно-исследовательском институте языка и литературы (сейчас Институте истории, языка и литературы УНЦ РАН), с 1972 года — старший научный сотрудник института.
В 1969 году защитил кандидатскую диссертацию на тему «Гидронимия Башкирии». С 1990 года читал лекции в Башкирском государственном педагогическом институте. С 1992 года — в Башкирском институте повышения квалификации работников образования. С 1996 года — ведущий научный сотрудник Башкирского филиала Института национальных проблем образования.
В 1997 году защитил докторскую диссертацию в виде научного доклада «Башкирская топонимия (сравнительное и ареальное исследование)» и получил научную степень доктора филологических наук. В 1997—2005 годах — преподаватель Башкирского государственного университета, в 1999—2004 годах — заведующий кафедрой филологии БГУ.

## Научная деятельность
Автор более 80 научных работ. Научные исследования посвящены описанию ойконимии, гидронимии и оронимии Башкортостана; характеристике башкирских географических терминов в сравнении с другими тюркскими языками, а также финно-угорскими языками и иранскими языками; этногенезу, родовым подразделениям, племенам, военно-политической организации башкир, тамгам и др.

## Избранные работы
- Об основных типах гидронимов Башкирии // Ономастика Поволжья. — 1. — Ульяновск, 1969
- Данные гидронимии к проблеме этногенеза башкир // Археология и этнография Башкирии: Материалы научной сессии по этногенезу башкир БФАН СССР. — Т. IV. — Уфа, 1971
- О правописании башкирских топонимов // Вопросы башкирского языкознания. — Уфа, 1973. — С. 216—219. (в соавт.)
- Башкирские топонимы от личных имён (по материалам географических названий бассейна реки Дёмы) // Башкирский языковедческий сборник. — Уфа, 1975
- Кипчакские элементы в топонимии Башкирии // Всесоюзная тюркологическая конференция 27-29 сентября 1976 г. Секция 1: Советская тюркология и развитие тюркских языков в СССР. — Алма-Ата: Наука, 1976
- Ялан-катайские башкиры и их топонимия // Происхождение аборигенов Сибири и их языков: Материалы Всесоюзной конференции 3-5 июня 1976 года. — Томск, 1976
- Некоторые вопросы изучения тюркской географической терминологии: на материале башкирского и алтайского языков // Языки и топонимия Алтая. — Барнаул. 1979
- Семантика и ареалы башкирских географических терминов // Тюркское языкознание. — Ташкент: Фан, 1985
- Башкирская топонимия. — Уфа: Китап, 1994
- Ареальная характеристика башкирской топонимии Южного и Среднего Урала // Геоэкология в Урало-Каспийском регионе: Тезисы докладов и сообщений международной научно-практической конференции. Ч. 1. — Уфа, 1996
- Историко-этимологический топонимический словарь башкирского языка. — Уфа: Китап, 1997 (в соавт.)